# وٓ
Wāw maddah ‹ ٓو › est une lettre additionnelle de l’alphabet arabe qui a été utilisée dans l’écriture du tchétchène et du turc ottoman. Elle est composée d’un wāw ‹ و › diacrité d’un maddah.

## Utilisation
En turc ottoman écrit avec l’alphabet arabe, certains auteurs, comme Sami Frashëri dans son dictionnaire turc ottoman, utilisent ‹ ٓو › pour représenter une voyelle mi-fermée postérieure arrondie [o].